# Puerto Barrios
Puerto Barrios ist eine Hafenstadt an der Karibikküste Guatemalas. Puerto Barrios ist Verwaltungssitz der gleichnamigen Großgemeinde (Municipio) und Hauptstadt des Departamentos Izabal. Benannt wurde die Stadt nach dem früheren guatemaltekischen Präsidenten Justo Rufino Barrios Auyón.

## Geographie
Puerto Barrios ist mit seinen rund 60.000 Einwohnern  die größte Hafenstadt an Guatemalas schmalem Zugang zur Karibik. Die Stadt liegt 297 km nordöstlich von Guatemala-Stadt am Fuß der Montañas del Mico, einem Ausläufer der Sierra de las Minas, an der Bahía de Amatique, einer Bucht im Golf von Honduras, unweit der Mündung des Río Motagua.
Das 1.292 km² große Municipio hat etwa 100.000 Einwohner in fünf untergeordneten Gemeinden (Aldeas), darunter Santo Tomás de Castilla (Matias de Gálvez). Es grenzt im Norden an die Karibik, im Südosten an Honduras, im Südwesten an das Municipio Morales und im Westen an Livingston (beide zu Izabal).

## Geschichte
Die Idee, zur besseren wirtschaftlichen Entwicklung des Landes an der Karibikküste einen großen Seehafen zu bauen und diesen durch eine Eisenbahnstrecke mit Guatemala-Stadt und Puerto San José am Pazifik zu verbinden, setzte der liberale Reformer und Präsident Justo Rufino Barrios ab 1883 in die Tat um. Die Stadt wurde 1895, zehn Jahre nach Barrios’ Tod, eingeweiht, die Bahnverbindung nach mehreren Verzögerungen erst 1908. Sowohl der Hafen als auch die Eisenbahn geriet bald in die Abhängigkeit der allmächtigen US-amerikanischen United Fruit Company. Zu ihrer Blütezeit wurde der gesamte guatemaltekische Bananenexport über diesen Hafen abgewickelt. Mit dem Niedergang ihres Bananenimperiums in den 1960er Jahren begann für Puerto Barrios der Verfall, der 1976 durch ein schweres Erdbeben noch verstärkt wurde. Der Wiederaufbau des Seehafens erfolgte wenige Kilometer südwestlich, in Santo Tomás de Castilla, wo sich 1843–1854 einige Belgier niedergelassen hatten.

## Wirtschaft und Verkehr
Puerto Barrios hat sich nach dem Niedergang der 1960er Jahre und insbesondere wegen der weitgehenden Verlagerung des kommerziellen Seeverkehrs nach Santo Tomás nie wieder richtig erholt. Auch die Kreuzfahrtschiffe, die dem Tourismus im Binnenland auf die Beine helfen sollen, legen in Santo Tomás an. Über den kürzlich modernisierten Flughafen Puerto Barrios machen Touristen dann kurze Abstecher nach Petén (Tikal) oder zu Zielen im Hochland. Auch im örtlichen Fremdenverkehr ist Puerto Barrios nur Durchgangsstation für Bootsfahrten nach Livingston und nach Punta Gorda (Belize). Die Stadt ist der Endpunkt der durch den Schwerverkehr chronisch überlasteten und bislang nur teilweise zur Autobahn ausgebauten Fernstraße CA 9 (Carretera Interoceanica), die von Puerto San José am Pazifik über Guatemala-Stadt zur Karibik führt. Die daneben verlaufende Bahnstrecke ist derzeit nicht in Betrieb.

## Militär
In Puerto Barrios befindet sich seit 2008 das Hauptquartier der Kaibiles, einer Spezialeinheit der Streitkräfte Guatemalas. In Santo Tomás befindet sich ein Marinestützpunkt mit dem Comando Naval del Caribe. Der Flughafen Puerto Barrios hat einen militärischen Teil.

## Sehenswürdigkeiten
Historisch interessant in der Stadt Puerto Barrios selbst sind einige Bauten aus der Zeit ihrer früheren Blüte: alte Lagerhäuser, das in Holz errichtete Hotel del Norte mit seiner historischen Inneneinrichtung und ein Grabmal in Form eines verkleinerten Taj Mahal. In der Bahia de Amatique gilt die Halbinsel Punta Manabique mit ihren Mangrovenwäldern als Attraktion. Nicht vom Industriehafen in Puerto Barrios, sondern von der Anlegestelle Muelle Municipal fahren Boote nach Livingston und weiter durch den Río Dulce zum Izabal-See. Knapp 100 Kilometer südwestlich von Puerto Barrios entfernt liegt die Maya-Ruine von Quiriguá.